# الاقتصاد السياسي للاتصالات
يعتبر الاقتصاد السياسي للاتصالات فرعًا خاصًا في دراسات الاتصال أو الدراسات الإعلامية التي تدرُس علاقات القوة التي تشكل نقل المعلومات من وسائل الإعلام إلى جمهورها. تحلل PEC (الاقتصاد السياسي للاتصالات) علاقات القوة بين نظام الإعلام الجماهيري ، تكنولوجيا المعلومات والاتصالات (ICT) والهيكل الاجتماعي الاقتصادي الأوسع الذي تعمل فيه ، مع التركيز على فهم الحالة التاريخية والحالية للتطورات التكنولوجية . تم انتشار الاقتصاد السياسي للاتصالات في العقد الأول من القرن الحادي والعشرين مع تحديث التكنولوجيا. أدى تقدم وسائل الإعلام إلى خلق نقاش حول تأثيرات الاستعمار و الاقتصاد السياسي للاتصالات.

## التأثيرات
من أوائل الأعمال الحديثة في الاقتصاد السياسي لمنحة الاتصالات هارولد إينيس، تم تجميع هذه النظريات في كتاب الإمبراطورية والاتصالات. ألهم إينيس بشكل مباشر مارشال ماكلوهان، زميل له في جامعة تورنتو، والذي اشتهر لاحقًا بمقولة «الوسيلة هي الرسالة». تأثرت مناهج الاقتصاد السياسي للاتصالات  اللاحقة بشدة بالفكر الماركسي والسياسة الديمقراطية، لأنها تشكك في السلطات المقيمة في الاتصالات والدولة اللازمة لتحقيق الديمقراطية. فيما يلي شرح للنظريات ونهجها:
- الفكر الماركسي - غالبًا ما تنتقد الفلسفة الأخلاقية (أو الأخلاق) لـ الاقتصاد السياسي للاتصالات الرأسمالية لتأثيرها على الإعلام والديمقراطية، هذه الفكرة نشأت من الأعمال النظرية النقدية لكارل ماركس.[6] النقد الشائع للاقتصاد السياسي الحرج (غالبًا من نهج الدراسات الثقافية) هو أنه، مثل ماركس، يصنع الرأسمالية ويكون حتميًا من الناحية التكنولوجية و/أو الاقتصادية[1]. يجمع كريستيان فوكس وفنسنت موسكو في كتابهما ماركس والاقتصاد السياسي لوسائل الإعلام تأثيرات الاتصال الإعلامي في المجتمع الرأسمالي. وأشاروا إلى أن وسائل الإعلام هي جهاز توزيع ومساهم في الأيديولوجيات، بل وأكثر من ذلك مع انتشار مصادر الأخبار البديلة.[7]
- السياسة الديمقراطية - تنظر لجنة الانتخابات العامة إلى وسائل الإعلام والمعلومات على أنها الداعم الديمقراطي النهائي للسلطة ، وبالتالي فهي تتضمن التطبيق العملي الاجتماعي كمعيار. في النهاية ، هذا يعني أن النادي يشجع إصلاح وسائل الإعلام والتدخل الحكومي في السوق.[3]

جنبًا إلى جنب مع إنيس وماكلوهان ، تأثر الاقتصاد السياسي للاتصالات بشكل كبير بتعاليم الاقتصادي روبرت أ. برادي. بدأ برادي بحثًا عن الممارسات الاجتماعية والسلطوية الناشئة التي اكتشفها لاحقًا دالاس دبليو سميث وهربرت آي شيلر. لم يتعامل برادي رسميًا مع بنية الفلسفة الماركسية. كان يركز بدلاً من ذلك على "تفاعل العوامل الاجتماعية والاقتصادية في الأعمال التجارية. أخيرًا ، بعد متابعة البحث ، خلص برادي إلى أن القضية الرئيسية هي ما إذا كان التخطيط واتخاذ القرار داخل الشركة يمكن أن يتكيف مع صنع القرار بأغلبية الأصوات.

## الخصائص المركزية
هناك أربع خصائص مركزية تعد جزءًا لا يتجزأ من توسيع مفهوم الاقتصاد السياسي للاتصالات. أنها توفر الوسائل لتحليل قضية أو تقنية أو طريقة حياة من خلال منظور اقتصادي سياسي. الخصائص هي كما يلي:
- التاريخ والتغيير الاجتماعي: من الضروري تحليل تاريخ موضوع ما ومقارنته مع الوقت الحاضر من أجل معرفة من أو ما هو المسؤول عن التغيير الاجتماعي. من خلال هذا ، يكون المرء قادرًا على تحقيق فهم أعمق وتحديد الأنماط التي ستوفر التوجيه والوضوح للتحولات المستقبلية والتغيير الاجتماعي.[12]

- الكلية الاجتماعية: تناقش هذه الخاصية "الصورة الكبيرة". من الضروري النظر إلى الظروف من خلال وجهات النظر المختلفة وتحديد نهج الجوانب الأخرى مثل الاقتصادية والاجتماعية والثقافية لمعرفة العناصر التي يفتقر إليها المجتمع ومن ثم إيجاد حل لمعالجة المشكلة.[11]
- الفلسفة الأخلاقية أو الأخلاق: الفلسفة الأخلاقية أو المعروفة باسم الأخلاق عند استخدامها في الاقتصاد السياسي للاتصالات، تعمل على توضيح الأخلاق الموجودة في المنظورات الاقتصادية و الاقتصادية السياسية. عند استخدام الخاصية في التحليل ، من الضروري تقييم الآثار الأخلاقية للحالة ، وكيف تؤثر على المجتمع ككل.[11]
- التطبيق العملي: مزيج من "الممارسة" و "النظرية". يناقش التطبيق العملي أهمية العمل والتدخل. يجب على أولئك الذين يدرسون الموقف من خلال عدسة الاقتصاد السياسي للاتصالات الجمع بين المعرفة المكتسبة من الخصائص الثلاث السابقة لرسم صورة حية مرنة للواقع والتصرف حيث يكون التغيير ضروريًا ومناسبًا للمجتمع والحضارة الإنسانية.[11]

## الموضوعات الرئيسية للدراسة
ينظر الاقتصاد السياسي للاتصالات إلى مجموعة من القضايا التي تؤثر على المجتمع. فيما يلي الموضوعات الرئيسية للدراسة التي غالبًا ما يناقشها الاقتصاديون السياسيون.
- الرأسمالية: هناك نوعان من المبادئ الأساسية التي تحدد الاقتصاد الرأسمالي. العمل المأجور والإنتاج من أجل الربح. يهتم الاقتصاديون السياسيون بالرأسمالية لأنها تشكل الإنتاج والتوزيع وتكشف عن علاقات القوة المتأصلة في المجتمع.[12] ومع ذلك ، في بعض النواحي ، حيث تثير الرأسمالية مشاكل مثل التسليع والتسويق ، تنتقد الاقتصاد السياسي للاتصالات الرأسمالية لهذه الأسباب.[13]

- ملكية وسائل الإعلام: أصبح تركيز الملكية في الصناعات الإعلامية نتيجة للتقارب وتكتل وسائل الإعلام في ظل الاقتصاد النيوليبرالي مصدر قلق لتنوع وسائل الإعلام والخطاب الديمقراطي.[2]
- آليات الدعم: تعتبر عائدات الإعلان والتسويق والاشتراك ووسائل التواصل الاجتماعي والتمويل الجماعي أمثلة على الدعم الاقتصادي للمؤسسات الإعلامية. تؤثر هذه الآليات على المحتوى المنشور أو غير المنشور ، وطبيعة السلعة (المحتوى مقابل الجمهور مقابل المعلنين) ، مما يجعل هذه الآليات ذات صلة بدراسات الاقتصاد السياسي للاتصالات.[2] وقد انتشرت هذه الفكرة مع ظهور وسائل التواصل الاجتماعي و " العمل من المنزل ".
- السياسة الحكومية: السياسة تنظم ملكية وسائل الإعلام ، مما يؤثر على كيفية عمل صناعات الإعلام والدور الذي تلعبه في المجتمع [2]، كما تحدد السياسة التي تحدد ملكية وسائل الإعلام كيفية الحديث عن السياسة. فيما يتعلق بآليات الدعم ، تؤثر وسائل الإعلام مثل سوبستاك على تحيز قصتها بناءً على قرائها المدفوعة.
- العولمة: تتعلق العولمة داخل اللجنة الاقتصادية لأوروبا بزيادة الاتصال والتفاعل بين البلدان بهدف تحقيق التنمية. وتدعم نظرية الاتصالات على وجه الخصوص فكرة أن العولمة تساعد على تدفق التجارة والنمو الاقتصادي.[14] على سبيل المثال، ظهرت فرقة سوبر إم الكورية لأول مرة في الولايات المتحدة في عام 2019[15] ، وبدأت شعبية المجموعة في الانتشار وجذب العديد من المؤيدين. لذلك ، يبدأ معجبو سوبر إم في شراء ألبوماتهم وسلعهم والنتائج في تدفق التداول بسلاسة.

- التنظيم: السياسات أو القوانين التي تقدمها الحكومة للسيطرة على كل نشاط، وخاصة في السوق وتدفق التجارة. الشيء الأكثر أهيمة هو أنشطة الصناعات الخاصة وسيتدخل المواطنون في اللوائح الحكومية. الحجج من خلال الاقتصاد السياسي للاتصالات هي عمل متوازن، من ناحية، يساعد التنظيم في الحفاظ على النظام الاجتماعي لأنه بدونه، سيكون الأشخاص الذين يتمتعون بقوة أكبر هم من يتحكم في المجتمع. من ناحية أخرى، قد يتسبب التدخل الساحق للدولة في صعوبات للشركات الخاصة في العمل بسلاسة.[16]

- الليبرالية الجديدة: تتميز النيوليبرالية بتحرير وتشجيع الخصخصة وتقليل الحواجز التجارية. يتم التركيز بشكل خاص على معنى "الحرية" و "الفاعلية".[17]

## الصحافة والإعلام
نظرًا لأن الصحافة/وسائل الإعلام هي جوهر مجتمع ديمقراطي فعال، تعمل الاقتصاد السياسي للاتصالات نحو هدف «الصحافة الصحية».
يمكن تعريف الصحافة الصحية من خلال أربع خصائص ، حددها روبرت دبليو ماكيسني. السمة الأولى هي التأكد من أن الصحفيين دقيقون وشاملون في تقارير النخبة. والثاني هو التأكد من أن الأخبار التي يتم إنتاجها تضع احتياجات الجمهور الأكبر في الاعتبار ، حيث تكمن قوتهم في المعرفة وليس الملكية. ثالثًا ، يجب أن تظل صادقة وأن لديها أنظمة لضمان الحقيقة. أخيرًا ، هناك حاجة إلى مجموعة من الآراء حول مجموعة واسعة من الموضوعات لتوفير نظرة ثاقبة وعمق حول ما يحدث ، وما الذي سيحدث وماذا تفعل حيال ذلك. لسوء الحظ بالنسبة للديمقراطية ، فإن الوضع الحالي لوسائل الإعلام حول العالم وخاصة في الولايات المتحدة ، لا يرقى إلى مستوى الإجماع العام بين علماء الإعلام والنظرية الديمقراطية حول ما يعتبر صحافة صحية. ويرجع ذلك جزئيًا إلى الكم الهائل من مواد العلاقات العامة التي يتم طرحها كأخبار.
من مصلحة المركز أن تقدم الصحافة بدلاً من ذلك "تقريرًا صارمًا" لمن هم في السلطة ، وتلبية احتياجات المعلومات لجميع الفئات والأفراد ، والتحلي بالصدق ، والعمل كنظام إنذار مبكر يوفر "مجموعة واسعة من الآراء المستنيرة حول أهم قضايا عصرنا ".
الدعاية: الأفكار المنهجية ، واستخدام المعلومات للتأثير على الجماهير مع الرغبة في تغيير سلوكياتهم. نموذج الدعاية يمكن أن يصنعه أي شخص يريد أن يدافع عن أفكاره. يختلف عن مفهوم الإيديولوجيا الذي يعمل دون وعي ، يتم تشغيل الدعاية عن قصد. يتعلق مصطلح نموذج الدعاية بوسائل الإعلام الإخبارية ، ويتضمن 5 مرشحات تشير إلى كيفية "تصفية" الأخبار وتحريرها في محتوى يناسب طلبات ومصالح الأشخاص الذين لديهم المزيد من السلطة والثروة ، وخاصة الشركات والحكومة.
- الحجم وملكية الوسيط[22]
- مصادر تمويل ميديوم[22]
- المصادر[22]
- فلاك[22]
- أيديولوجية مناهضة للشيوعية[22]

الإعلام الحديث
تشهد وسائل الإعلام بلا شك تغييرات كبيرة في النظام الأساسي والتكنولوجيا والهيكل الاقتصادي (مثل التمويل الجماعي ووسائل التواصل الاجتماعي) حيث يستمر العصر الرقمي في تحويل الناس نحو وسائل الإعلام الجديدة. وقد أدى هذا التحول إلى زعزعة استقرار التكوينات المالية التقليدية ونماذج الأعمال. ومع ذلك ، ظهرت آليات جديدة للسلطة من هذا النظام الأكثر انفتاحًا للمعلومات وإنشاء الأخبار. يمكن أن يتأثر توافر المعلومات الآن من خلال "البحث والتجميع والبنى التحتية للتوزيع الرقمي" (ص 493). يظل تعريف فنسنت موسكو للدراسات الاقتصادية السياسية ، حيث "إنتاج وتوزيع واستهلاك الموارد ، بما في ذلك موارد الاتصال" أمرًا ضروريًا ، في أوقات الوسائط الجديدة نظرًا لأن اقتصاد الشبكة الجديد أو المجتمع يشكل علاقات قوته الخاصة.